# Salles-Curan
Salles-Curan – miejscowość i gmina we Francji, w regionie Oksytania, w departamencie Aveyron. W 2013 roku jej populacja wynosiła 1090 mieszkańców. Przez gminę przepływa Céor, natomiast na jej terenie swoje źródła ma rzeka Vioulou. 